# 鱗竜形類
鱗竜形類（りんりゅうけいるい、英語: Lepidosauromorpha）は、双弓類に属する爬虫類の一群である。

## 概要
現存する唯一の下位グループは鱗竜類(Lepidosauria)(トカゲ、ヘビ、 ミミズトカゲとムカシトカゲなど)。ワニや鳥類を含む主竜類(Archosauromorpha)とは比較的近類（最近ではカメは主竜類に近いことがわかってきている)。鱗竜形類はペルム紀にはカメ及び主竜類の祖先（主竜形類）と分岐し、続く三畳紀には適応放散を果たし、鰭竜類（首長竜などを含むグループ）などを生み出した。。
鱗竜形類は主竜形類（主竜類）と異なり、より原始的な這う姿勢をとり、魚のような正弦波を描く動作で移動し、烏口骨と胸骨をつなぐ関節を持ち、面生歯を持つ。比較して主竜形類は、矢状面歩行で移動し、より小さな皮骨を持ち、胸骨がより小さいか失われており、槽歯類歯列(ソケットに収まった歯)を持つ。
鱗竜形類は這う姿勢をとるため大量のエネルギーを浪費する必要はなく、現生のものは全て変温動物である。